# Edith Abraham
Edith Abraham (* 11. Oktober 1896 in Stettin; † 13. Juni 1981 in Houston) war eine deutsche Juristin und Sozialarbeiterin.

## Leben
Edith Abraham war eine Tochter des Stettiner Kaufmanns Rudolf Abraham († 1904) und seiner Frau Ernestine Abraham, geborene Freund.
Abraham besuchte kurz die Kaiserin-Auguste-Viktoria-Schule in Stettin und zog nach dem Tod des Vaters mit der Familie nach Berlin. Hier war sie erst auf der Dorotheen-Schule und dann bis zur Obertertia auf einem Realgymnasium. Anschließend erhielt sie Privatunterricht und schloss ihr Abitur im September 1916 auf dem König-Wilhelms-Gymnasium Stettin, eigentlich eine Jungenschule, als Externe ab.
Im selben Jahr immatrikulierte sie sich für das Studium der Rechtswissenschaften an der Universität Berlin. Bis zum Sommersemester 1919 wechselte sie regelmäßig zwischen der Universität München und Berlin. Für ihre Promotion ging sie dann an die Universität Erlangen. Im Mai 1920 erlangte sie die Zulassung ihrer Promotion mit dem Titel Das Gemeindeerbschaftsvermögen nach schweizerischem Familienrecht. Doktorvater war Professor Erwin Riezler und Abraham schloss mit cum laude ab.
Im selben Jahr wurde sie Praktikantin im Stadtrat Nürnberg. 1921 folgte hier ihre Festanstellung als Sozialbeamtin. Am 1. April 1922 wurde sie erst zur Gemeindebeamtin ernannt und erhielt dann am 20. Juli 1922 die Beförderung zur Obersekretärin. Ihre letzte Beförderung wurde im August 1927 vorgenommen, wobei sie zur Verwaltungsinspektorin in der städtischen Berufsvormundschaft wurde.
Am 15. März 1933 wurde ihr zur Wiederherstellung des Berufsbeamtentums ein Berufsverbot auferlegt und sie aus dem Staatsdienst entlassen. Zum 22. August 1933 wurde sie daher in den Ruhestand versetzt.
Im April 1940 wanderte Abraham in die USA aus. Am 25. April 1940 kam sie von Genua kommend in New York an und schloss ein Masterstudium an der University of Chicago ab. Hier lebte sie in Houston und St. Cloud. Sechs Jahre nach ihrer Einwanderung wurde sie durch Einbürgerung Amerikanerin. In den USA arbeitete sie als Sozialarbeiterin, u. a. für das amerikanische Rote Kreuz und für das Veterans Administration Hospital (Castle Point). 1961 war sie dort als Chefassistentin für den Social Work Service tätig.
Sie starb 1981 an einem Herzinfarkt.